# Copris minutus
Copris minutus là một loài bọ cánh cứng trong họ Bọ hung (Scarabaeidae).